# Estadio Serravalle B
El Estadio Serravalle B o bien Campo del Serravalle B (en italiano: Stadio Serravalle B; Campo di Serravalle B) es el segundo estadio del castillo de Serravalle, que se encuentra cerca del mucho más grande estadio olímpico en el país europeo de San Marino. La instalación deportiva se utiliza para los partidos de la Liga de Fútbol de San Marino. El campo es de 106 metros de largo por  60 de ancho y está equipado con iluminación artificial para juegos nocturnos.